# Andrew Blake
Andrew Blake FREng, FRS, (1956) é um matemático e cientista da computação britânico.
Foi eleito fellow da Royal Academy of Engineering em 1998, membro da Royal Society em 2005 e fellow do Instituto de Engenheiros Eletricistas e Eletrônicos em 2008. Em 2011 recebeu com colegas da Microsoft Research o Prêmio MacRobert. Em 2014 foi palestrante da Gibbs Lecture.